# Yoshihiro Ike
Yoshihiro Ike, (池 頼広, Yoshihiro Ike), nacido un 25 de agosto de 1963 en Kanagawa,  es un compositor japonés.
Ha compuesto música tanto para videojuegos como para series de televisión y de animación japonesa. Entre los animes más destacados para los que ha compuesto su banda sonora se encuentran Karas (OVAS) y Ergo Proxy, recién licenciada en España.

## Biografía
Tras acabar sus estudios de música, en el año 1985 formó la banda AIKE BAND, que no sacaría su primer álbum (el del debut) hasta dos años después, titulado 'In the First Sense'.
En el año 1988 participa en el Festival de Jazz de Montreux. Un año más tarde empieza a trabajar como bajista en Hawái.
No es hasta 1995 que empieza a componer música para videojuegos. Más tarde, a partir del año 1999 también comienza a realizar bandas sonoras para series de televisión, entre ellas, de anime japonés.

## Discografía

### Bandas Sonoras de Anime
| Título del Anime                              | Año de Salida |
| --------------------------------------------- | ------------- |
| Shinesman (OVA)                               | 1996          |
| Blood: The Last Vampire (Película)            | 2000          |
| Sci-Fi Harry (OVA)                            | 2000          |
| SD Gundam Force                               | 2003          |
| Sonic X                                       | 2003          |
| Dead Leaves (OVA)                             | 2004          |
| Karas (anime) (OVA)                           | 2005          |
| Kamichu                                       | 2005          |
| OVAL X OVER (OVA)                             | 2005          |
| Ergo Proxy                                    | 2006          |
| Flag (anime)                                  | 2006          |
| Freedom (anime) (OVA)                         | 2006          |
| Mokke                                         | 2007          |
| Reideen                                       | 2007          |
| Shin SOS Dai Tokyo Tankentai                  | 2007          |
| Telepathy Shoujo Ran                          | 2008          |
| World Destruction: Sekai Bokumetsu no Rokunin | 2008          |
| COBRA THE ANIMATION                           | 2010          |
| Tiger & Bunny                                 | 2011          |
| Shingeki no Bahamut : GENESIS                 | 2014          |
| Fune wo Amu                                   | 2016          |
| Gantz: O                                      | 2016          |
| Shingeki no Bahamut : VIRGIN SOUL             | 2017          |

### Bandas Sonoras de Películas
| Título de la película                                   | Año de Salida | Director                         |
| ------------------------------------------------------- | ------------- | -------------------------------- |
| Rasen                                                   | 1998          | George Iida                      |
| Blood: The Last Vampire                                 | 2000          | Hiroyuki Kitakubo                |
| Dragon Head                                             | 2003          | George Iida                      |
| Dead Leaves                                             | 2004          | Hiroyuki Imaishi                 |
| Heavenly Forest                                         | 2006          | Takehiko Shinjo                  |
| Saikano                                                 | 2006          | Suga Taikan                      |
| X-Cross                                                 | 2007          | Kenta Fukasaku                   |
| Eagle Talon The Movie - The Chancellor Only Lives Twice | 2007          | Ryo Ono                          |
| AIBOU: The Movie                                        | 2008          | Seiji Izumi                      |
| MW (película)                                           | 2009          | Hitoshi Iwamoto                  |
| I Give My First Love to You                             | 2009          | Shinjo Takehiko                  |
| Zebraman 2: Attack on Zebra City                        | 2010          | Takashi Miike                    |
| Welcome to the Space Show (Uchū Show e Yōkoso)          | 2010          | Kōji Masunari                    |
| AIBOU: The Movie II                                     | 2010          | Seiji Izumi                      |
| Paradise Kiss (película)                                | 2011          | Takehiko Shinjō                  |
| Ninja Kids!!!                                           | 2011          | Takashi Miike                    |
| Detective in the Bar                                    | 2011          | Hajime Hashimoto                 |
| Tiger & Bunny: The Beginning                            | 2012          | Yoshitomo Yonetani               |
| Asura (película)                                        | 2012          | Keiichi Satō                     |
| A Boy Called H                                          | 2013          | Yasuo Furuhata                   |
| It All Began When I Met You                             | 2013          | Katsuhide Motoki                 |
| Tiger & Bunny: The Rising                               | 2014          | Yoshitomo Yonetani               |
| AIBOU: The Movie III                                    | 2014          | Seiji Izumi                      |
| Saint Seiya: Legend of Sanctuary                        | 2014          | Keiichi Satō                     |
| The Empire of Corpses                                   | 2015          | Ryoutarou Makihara               |
| Harmony                                                 | 2015          | Michael Arias y Takashi Nakamura |
| Yu-Gi-Oh! El lado oscuro de las dimensiones             | 2016          | Satoshi Kuwabara                 |
| Gantz: O                                                | 2016          | Yasushi Kawamura                 |
| Cyborg 009: En nombre de la justicia                    | 2016          | Kôdai Kakimoto y Kenji Kamiyama  |
| Genocidal Organ                                         | 2017          | Shūkō Murase                     |
| AIBOU: The Movie IV                                     | 2017          | Hajime Hashimoto                 |
| Kuroko's Basketball The Movie: Last Game                | 2017          | Shunsuke Tada                    |
| Anime Supremacy!                                        | 2022          | Kōhei Yoshino                    |
| Knights of the Zodiac                                   | 2023          | Tomasz Bagiński                  |
| Silent Service (película Live-Action.)                  | 2023          | Kohei Yoshino                    |
| Muromachi Outsiders                                     | 2025          | Yu Irie                          |

### Bandas Sonoras para Televisión
| Título               | Año de Salida | Director                      | Tipo                     |
| -------------------- | ------------- | ----------------------------- | ------------------------ |
| Ring: Kanzenban      | 1995          | Chisui Takigawa               | Película para televisión |
| Nobuta wo Produce    | 2005          | Hitoshi Iwamoto Norika Sakuma | Serie de televisión      |
| Only One Love        | 2006          | Hitoshi Iwamoto               | Serie de televisión      |
| K-tai Investigator 7 | 2008          | Takashi Miike                 | Serie de televisión      |

### Bandas Sonoras de Videojuegos
| Título del juego                 | Año de publicación | Desarrollador | Plataforma                            | Publicado por |
| -------------------------------- | ------------------ | ------------- | ------------------------------------- | ------------- |
| Romance of the Three Kingdoms X  | 2004               | Koei          | Microsoft Windows, PlayStation 2      | Koei          |
| Romance of the Three Kingdoms XI | 2006               | Koei          | Microsoft Windows, PlayStation 2, Wii | Koei          |
| Disaster: Day of Crisis          | 2008               | Monolith Soft | Wii                                   | Nintendo      |
| Trinity: Souls of Zill O’ll      | 2010               | Omega Force   | PlayStation 3                         | Tecmo Koei    |

### Colaboraciones
- Ha colaborado con los compositores Tanaka Kouhei, Hagita Mitsuo, Watanabe Takeo y Matsuyama Yuma en la banda sonora de  Mobile Suite Gundam Evolve (OVA).
- Ha supervisado la música de la OVA de Kai Doh Maru, cuyo director musical es Momose Keiichi.